# الظاهي (حبيش)

تعديل مصدري - تعديل

الظاهي محلة تابعة لقرية راجم، التابعة لعزلة جبل عميقة بمديرية حبيش إحدى مديريات محافظة إب في الجمهورية اليمنية، بلغ تعداد سكانها 27 حسب تعداد اليمن لعام 2004.